# Руполдинг
Рухполдинг (њем. Ruhpolding) општина је у њемачкој савезној држави Баварска. Једно је од 35 општинских средишта округа Траунштајн. Према процјени из 2010. у општини је живјело 6.287 становника. Посједује регионалну шифру (AGS) 9189140.

## Географски и демографски подаци
Рухполдинг се налази у савезној држави Баварска у округу Траунштајн. Општина се налази на надморској висини од 656 метара. Површина општине износи 147,8 km². У самом мјесту је, према процјени из 2010. године, живјело 6.287 становника. Просјечна густина становништва износи 43 становника/km².